# Aït Allouane
Ait Allouane est un village kabyle de la commune d'Akfadou, Daïra de Chemini, wilaya de Béjaïa, en Algérie.
C'est le village qui a engendré le célèbre chanteur Youcef Abdjaoui ainsi que d'autres moins célèbres comme Mouh Ameziane, Idir Ait Alloune.